# Burn (chanson de Nine Inch Nails)
Pour les articles homonymes, voir Burn.
 (août 2023).
Singles de Nine Inch Nails
Closer
(1994) Hurt
(1995)
Burn est un single du groupe Nine Inch Nails extrait de la bande originale du film Tueurs nés.